# 布里托玛耳提斯
布里托玛耳提斯（英語： 希臘語：）。古希腊神祇及山岳神女之一。常與阿耳忒弥斯与阿法埃娅混同。其事迹众说纷纭。曾出现于古典作家之著述，有时候也称为狄克廷娜（Diktynna）。其活动与古希腊野外环境相互联系。亦于相关艺术作品中得到广泛反映。

## 扩展阅读
- Theoi.com: Britomartis （页面存档备份，存于）
- Theoi.com: Karme （页面存档备份，存于）